# MEVA Schalungs-Systeme
Die MEVA Schalungs-Systeme GmbH (von MEtallVerArbeitung) ist ein weltweit tätiger Schalungshersteller, der sich insbesondere auf komplexe Bauprojekte und Sichtbeton spezialisiert hat. Das Unternehmen wurde 1970 gegründet, ist weltweit tätig und an 40 Standorten in über 30 Ländern in fünf Kontinenten vertreten. Mit rund 600 Mitarbeitern erwirtschaftet MEVA über 130 Mio. Euro Umsatz (Stand 2022).

## Geschichte
Das Unternehmen wurde 1970 in Haiterbach bei Nagold von Gerhard Dingler gegründet. Dingler entwickelte kurz darauf eine kranunabhängige Elementschalung und stellte diese erstmals 1971 auf der Bauma der Öffentlichkeit vor. Eine weitere Innovation war das im Jahr 1977 patentierte Schalschloss. 1982 wurde die Industrieschalung Mammut mit einem maximal aufnehmbaren Betondruck von 97 kN/m² eingeführt.
Zehn Jahre später entwickelte die MEVA das Deckenschalungssystem MevaDec, dass in einem System alle drei Deckenschalmethoden abdeckt und sowohl mit loser als auch mit integrierter Schalhaut einsetzbar ist. 2000 rüstete das Unternehmen als erster Schalungshersteller seine Schalung mit Vollkunststoffplatten von Alkus aus.
Im Oktober 2013 übernahm Florian F. Dingler als geschäftsführendem Gesellschafter die Unternehmensführung. 2015 wurde Vertriebsleiter Rolf Spahr vom Concrete Construction Magazin zu einer der einflussreichsten Personen in der Branche gewählt. Zusammen mit dem American Concrete Institute hat er neue Richtlinien für die Handhabung von Sichtbeton verfasst, die 2014 veröffentlicht wurden.

## Produkte
Das Unternehmen fertigt hauptsächlich Schalungssysteme. Neben Wandschalungs- und Deckenschalungssystemen, Rundschalung, Säulen- und Stützenschalungen zählen dazu auch Kletter- und Selbstkletterschalungssysteme sowie Schalungszubehör. Des Weiteren werden Traggerüste und Arbeits- und Schutzgerüste angeboten.
Darüber hinaus übernimmt das Unternehmen bei Bedarf auch die Instandhaltung und die Vermietung von Schalungssystemen. Ingenieur-Dienstleistungen und Schulungen gehören ebenfalls zum Leistungsspektrum.

## Mitgliedschaften
- Güteschutzverband Betonschalungen e. V. (GSV)
- Förderverein Betonschalung (FVBS)
- American Concrete Institute (ACI)
- American Society of Concrete Contractors (ASCC)